# This One's for You (Luke Combs)
This One's for You è il primo album in studio del cantante statunitense Luke Combs, pubblicato nel 2017. Nel 2018, l'album viene ripubblicato nella versione deluxe dal titolo This One's for You Too.

## Tracce
1. Out There – 3:23
2. Memories Are Made Of – 3:36
3. Lonely One – 3:26
4. Beer Can – 3:30
5. Hurricane – 3:43
6. One Number Away – 3:42
7. Don't Tempt Me – 3:31
8. When It Rains It Pours – 4:02
9. This One's for You – 3:51
10. Be Careful What You Wish For – 2:55
11. I Got Away with You – 3:50
12. Honky Tonk Highway – 3:30

Tracce della deluxe edition
1. Houston, We Got a Problem – 3:12
2. Must've Never Met You – 3:19
3. Beautiful Crazy – 3:13
4. A Long Way – 3:37
5. She Got the Best of Me – 3:03

## Classifiche

### Classifiche settimanali
| Classifica (2017-2023) | Posizione massima |
| ---------------------- | ----------------- |
| Australia              | 5                 |
| Canada                 | 10                |
| Irlanda                | 38                |
| Regno Unito            | 83                |
| Stati Uniti            | 4                 |

### Classifiche di fine anno
| Classifica (2022) | Posizione |
| ----------------- | --------- |
| Australia         | 19        |